# Troglitazonă
Troglitazona este un medicament antidiabetic din clasa tiazolidindionelor și a fost utilizat în tratamentul diabetului zaharat de tipul 2, dar a fost retras de pe piață în anul 2000 din cauza riscului de hepatotoxicitate. Calea de administrare disponibilă era cea orală.
Molecula a fost patentată în 1983 și a fost aprobată pentru uz medical în anul 1997.